# Space Mutiny
Space Mutiny ist ein südafrikanischer Science-Fiction-Film aus dem Jahr 1988. In der Internet Movie Database wird der Film in der Liste der 100 Filme mit der schlechtesten Bewertung geführt. Im Jahr 1997 wurde der Film durch die amerikanische Reihe Mystery Science Theater 3000 neu bearbeitet. In Deutschland erschien er im Februar 1990 auf Video.

## Handlung
Seit mehreren Generationen sind Menschen auf dem Raumschiff Southern Sun unterwegs, um auf einem fernen Planeten eine Kolonie zu gründen. Da die Reise noch sehr lange dauern wird, beschließt ein Teil der Besatzung zu meutern, um die rechtswidrige Gründung einer Kolonie auf einem der Planeten zu erzwingen, die man unterwegs passiert. Nach der Zerstörung der Shuttlerampe und der Ermordung einiger Leute, die sie enttarnen könnten, übernehmen die Meuterer die Kontrolle über große Teile des Schiffs. In Form von Dave Ryder stellt sich den Aufrührern jedoch ein muskelbepackter Held entgegen, der die Ordnung wieder herstellt.

## Kritik
„Allein die Kulissen sagen schon eine Menge über den Film aus. Das Innere des Raumschiffs ist teilweise in alten, verrosteten Fabrikhallen gedreht und das sieht man auch. Ein wenig mehr Mühe hätte sich da durchaus gelohnt. Bei den Spezialeffekten hätte ein bisschen weniger dafür nicht geschadet. Das sind typische 1980er Science-Fiction-Effekte, aber auch damals hätte man sich denken können, dass das nicht realistisch aussieht. Die Produzenten haben scheinbar nicht so weit gedacht, weshalb Space Mutiny leider etwas damit überladen ist. […] Der entscheidende Bestandteil der Uniform des Helden scheint ein Muskelshirt zu sein. Dafür könnten die Uniformen des Sicherheitsdienstes auch als SA-Uniformen durchgehen. […] Der Schiffsname Southern Sun legt schließlich auch eine andere, wenn auch verwandte Organisation als Vorbild nahe. Und so erinnert das Logo der Southern Sun doch recht stark an SS-Runen.“

Space Mutiny nutzte komplette Weltraumszenen der Serie Kampfstern Galactica von 1978. 

„Ganz schöner Schwachsinn: Selbst wenn man das Geschehen ernstzunehmen versucht, belehren einen Albernheiten wie der angeklebte Zuckerwattebart des guten Oberbosses, das verräterische SS-Zeichen auf der Brust des „Doppelagenten“ und das Unterhemd, aus dem anscheinend Ryders Uniform besteht, schnell eines Besseren. Persönliches Highlight: Die langsamste Verfolgungsjagd aller Zeiten – sieht aus, als wären sie in noch gedrosselten Auto-Scootern unterwegs.“